# Unión de Trabajadores de Prensa de Buenos Aires
Unión de Trabajadores de Prensa de Buenos Aires est un média politique argentin.